# نیروگاه بادی آلتامونت پاس
نیروگاه بادی آلتامونت پاس (انگلیسی: Altamont Pass wind farm) در گردنه آلتامونت از رشته کوه دیابلو در کالیفرنیای شمالی واقع شده‌است. این نیروگاه جزو اولین نیروگاه‌های بادی است که در ایالات متحده آمریکا ایجاد شد. اولین توربین‌های بادی این نیروگاه در اوایل دههٔ ۱۹۸۰ توسط شرکت تولیدی فایت در زمین تحت مالکیت جو جس که به پرورش دام می‌پرداخت، نصب گردید. نیروگاه بادی از ۴۹۳۰ توربین بادی به نسبت کوچک از انواع گوناگون ایجاد شده بود که در یک دورانی آن را به بزرگ‌ترین نیروگاه بادی از لحاظ ظرفیت تبدیل کرده بود. نیروگاه بادی آلتامونت پاس هنوز با ظرقیت تولید برق ۵۷۶ مگاوات، تولید متوسط ۱۲۵ مگاوات برق و ۱٫۱ تراوات-ساعت در سال، یکی از متراکم‌ترین تعداد توربین‌های بادی در دنیا است.